# Абу Бакр аль-Халлал
Абу́ Бакр А́хмад ибн Муха́ммад аль-Халла́л (араб. أبو بكر الخَلَّال‎, ум. в 923 году в Багдаде) — исламский богослов, факих и хадисовед, систематизатор ханбалитского мазхаба.

## Биография
Его полное имя: Абу Бакр Ахмад ибн Мухаммад ибн Харун ибн Язид аль-Багдади аль-Халлал (араб. أبو بكر  أحمد بن محمد بن هارون بن يزيد البغدادي الخَلَّال‎)
Аль-Халлал родился примерно в 848 году. Есть предположения, что он мог видеть Ахмада ибн Ханбаля живым (тот умер в 855 году). Он обучался у фикху у многих ханбалитов, в первую очередь у Абу Бакра аль-Маррузи; слушал хадисы у Харба ибн Исмаила аль-Кирмани, Абу Дауда, Ибрахима ибн Исхака аль-Харби, Абу Бакра ас-Сагани и многих других. От него передавали хадисы Абу Бакр Абд аль-Азиз ибн Джафар (Гулям аль-Халлал), Абуль-Хусейн Мухаммад ибн аль-Музаффар и др.
Аль-Халлал путешествовал по Персии, Шаму (Левант), Аравии, где обучался ханбалитскому фикху и собирал фетвы и различные высказывания Ахмада ибн Ханбаля. Он является автором книг «аль-Джами’ фил-ль-фикх» и «ас-Сунна» по ханбалитскому мазхабу и «аль-’Илал» по хадисоведению.
Абу Бакр аль-Халлал скончался в месяце Раби аль-авваль 923 года и был похоронен возле его учителя аль-Маррузи в Багдаде.